# علسوطية
عُلسوطية (الاسم العلمي: Chilocorinae)، فُصيلة حشرات خنفسية من فصيلة الدعسوقيات. تتغذى بشكل كبير على الحشرات القشرية. عادًة ما تكون لامعة وغالبًا لا توجد بها بقع أو أنماط على أغطية أجنحتها. أجسادها على هيئة خوذة مستديرة. متوسطة القد.